# Жиренбайулы, Какпан
Какпан Жиренбайулы (4 февраля 1864, предгорья Бугылы, Каркаралинский внешний округ, Область Сибирских Киргизов, Западно-Сибирское генерал-губернаторство, Российская империя — 1 января 1933, Шетский район, Карагандинская область, Казакская АССР, РСФСР, СССР) — казахский народный акын.

## Биография
Происходит из подрода Коянчи-Тагай рода Каракесек племени Аргын.
В семь лет, переболев оспой, потерял зрение.
В своих произведениях высмеивал би-болысов (волостных управителей), которые обогащались за счёт народа. В толгау «Атым Қақпан», «Ас бергенде», «Жарық дүние», «Елге сәлем» и т. д. рассказывается о душевных переживаниях людей с увечьями. О светлых и тёмных сторонах жизни, о добре и зле повествуется в произведении «Жақсылық туралы», «Жамандық туралы», о смысле человеческой жизни говорится в толгау «Жас туралы». В дастане «Тамам и Бакарам» воспеваются любовь, высокие человеческие чувства. Какпан Жиренбайулы — собиратель и исполнитель эпосов «Кобыланды батыр», «Ер Косай», «Кыз Жибек», «Козы Корпеш-Баянсулу».

## Сочинения
- Какпан Жиренбайулы. Қарағанды Жұмысшыларының әңгіме-жырлары / Д. Жалабеков (составитель). — 1961.